# Bösendorfer (hoorspel)
Bösendorfer is een hoorspel van Ferenc Kárinthy. Bösendorfer werd op 6 september 1969 door de Sender Freies Berlin uitgezonden. Karel Ruyssinck vertaalde het en de BRT zond het uit op dinsdag 8 februari 1972. De regisseur was Herman Niels. De uitzending duurde 56 minuten.

## Rolbezetting
- Diane de Ghouy (de adverteerster)
- Robert Van der Veken (de koper)

## Inhoud
De vleugelpiano, die in een advertentie te koop wordt aangeboden, is wel een gebruikt maar een goed bewaard prima fabricaat met gekruiste snaren, ijzeren raam en Engelse mechaniek. Bösendorfer is een wereldmerk. De bezitster was 20 jaar toen ze het instrument ten geschenke kreeg. Nu heeft ze besloten het te verkopen, want ze heeft de laatste 25 jaar, sinds ze haar zoon verloor, niet eens meer het deksel geopend. En nu haar man begraven werd, voor wie zou ze spelen? Natuurlijk vermoedde ze niet, toen ze de advertentie instuurde, dat er zich ook een bedrieger zou kunnen melden - en al helemaal niet, dat een dergelijke soort mensen ook bestaat: een bedrieger die het noch op het waardevolle instrument noch op haar geld of op iets materieels van andere aard heeft gemunt...